# 甜咸之争
甜咸之争，是指在中国大陆网络上针对豆腐脑、粽子、汤圆（元宵）、月饼、等中国传统食物的口味以及制作方法产生的争论。在针对某一种食物的论战中，认为此种食物应为甜味的人，称为“甜党”；认为应是咸味的，则称为“咸党”。

## 背景
由于中国地域广大，传统食物在不同地域演化为不同的制作方式，因而产生了口味差异，尤其在中国南方和北方之间差异巨大。如粽子，北方常以芝麻、果脯等甜味料做馅；而以肉类等做馅的咸棕则盛行于南方。

## 经过
据报道，2011年，就豆腐脑的甜味和咸味，在新浪微博上两派互相笔伐，甜咸之争就此开始。
2013年5月，甚至有网民将甜咸之争打到美国白宫开设的“我们人民”（We the People）网站请愿，两派分别要求将豆腐脑的甜味和咸味定为“正统”做法。后来“我们人民”网站删除了“咸党”的请愿文章，而“甜党”的文章未被删除，中国网民就此调侃说美国总统奥巴马也是“甜党”。
2013年神舟十号载人宇宙飞船任务期间恰逢端午节，因而也携带了粽子作为航天员食品，而携带的粽子是豆沙馅甜粽子，这也被视为“甜党”的“胜利”。
2013年弹幕视频网站AcFun举办了按省份分的豆腐脑甜咸偏好投票，结果呈现出与预期相同的，北方爱吃咸而南方爱吃甜的形势；而2014年举办对于粽子的类似投票却因“刷票”行为而造成“咸党”在全国范围内大胜的局面。